# Chuyến bay 19 của Aeroflot
Chuyến bay 19 của Aeroflot là chuyến bay chở khách theo lịch trình từ Sân bay Bykovo, Moscow, đến Sân bay Bryansk, Bryansk. Ngày 2 tháng 11 năm 1973, một chiếc máy bay Yak-40 đang thực hiện chuyến bay đã bị 4 người cướp 10 phút trước khi hạ cánh. Máy bay sau đó được chuyển hướng đến Sân bay Vnukovo của Mátxcơva, nơi những kẻ không tặc yêu cầu mua lại và cung cấp một chuyến bay đến Thụy Điển. Các con tin bên trong máy bay sau đó đã được giải thoát sau khi nhà chức trách xông vào máy bay. Đây là một trong những trường hợp nổi tiếng đầu tiên xông vào một chiếc máy bay bị cướp trên lãnh thổ Liên Xô.

## Máy bay và phi hành đoàn

### Máy bay
Yak-40K — số nhà máy 9120618 và MSN 18-06 — do Nhà máy Hàng không Saratov chế tạo vào tháng 7 năm 1971 và giao cho Bộ Hàng không Dân dụng. Nó đã được đăng ký là CCCP-87607 và được gửi tới Cục Hàng không Dân dụng của các Quận Trung tâm, dự kiến là tới bộ phận Bryansk Aeroflot.

### Phi hành đoàn
Cơ trưởng Ivan Kashin (36 tuổi), là một trong những phi công đầu tiên học lái Yak-40. Ông tốt nghiệp Trường Hàng không Dân dụng Sasovo năm 1957. Cơ phó trên chuyến bay là Stanislav Talpekin, kỹ sư bay — Nikolai Nikitin.

## Từ khi cất cánh

### Khởi hành
Máy bay đang thực hiện chuyến bay nội địa thường lệ F-19 (Ф-19) từ Sân bay Bykovo, Moscow, đến Sân bay Bryansk. Yak-40 rời Moscow lúc 10:45 giờ địa phương với 28 hành khách và 3 thành viên phi hành đoàn trên máy bay. Thời gian bay ước tính đến Bryansk vào ngày hôm đó là 50 phút.

### Không tặc
10 phút trước khi hạ cánh xuống Sân bay Bryansk, bốn tên không tặc nam (Viktor Romanov, Vladimir Zhalnin, Pyotr Bondarev và Aleksandr Nikiforov) đã lấy súng ra khỏi thùng hành lý trên cao và bắt hành khách làm con tin, sau đó định xông vào buồng lái. Tiếng ồn từ khoang hành khách truyền đến buồng lái. Cơ trưởng Kashin đã yêu cầu kỹ sư bay của mình điều tra tình hình trong cabin, và sau khi Nikitin nhận ra rằng có không tặc trên máy bay, anh ta ngay lập tức báo thông tin cho tổ bay và đóng cửa từ bên ngoài. Kỹ sư chuyến bay đã cố gắng xoa dịu một trong những tên không tặc (Romanov), tuy nhiên, anh ta đã bị Zhalnin làm bị thương. Một trong những hành khách (Vladimir Gaponenko) đã cố gắng xoa dịu Bondarev, nhưng anh ta đã mất thăng bằng khi máy bay nghiêng và kết quả là bị thương.
Trong sàn đáp, Kashin đã gửi tín hiệu cấp cứu tới trạm kiểm soát không lưu. Trong khi đó, những kẻ tấn công đã phá được ổ khóa trên cửa buồng lái và tiến vào sàn đáp. Những kẻ không tặc yêu cầu phi hành đoàn quay trở lại Moscow. Khi đang tiếp cận Sân bay Vnukovo, những kẻ đột nhập buộc phi hành đoàn phải thông báo cho chính quyền rằng chúng yêu cầu mua lại 1,5 triệu đô la Mỹ cho tất cả các con tin và cung cấp thông tin về các nhóm không tặc máy bay trong tương lai. Bất chấp điều kiện thời tiết khó khăn ở Moscow, phi hành đoàn đã hạ cánh thành công chiếc Yak-40 tại Vnukovo.

### Trên mặt đất
Chủ tịch KGB (và nhà lãnh đạo tương lai của Liên Xô) Yuri Andropov và Bộ trưởng Bộ Nội vụ Nikolai Shchelokov đã sớm đến sân bay và bắt đầu phát triển chiến lược giải thoát con tin.
Những kẻ không tặc thả hai con tin bị thương (Nikitin và Gaponenko) ra khỏi máy bay. Sau đó, những kẻ không tặc đưa ra các điều kiện bổ sung: nhà chức trách phải cho chúng tiếp nhiên liệu cho máy bay và chia cho chúng một nửa số tiền mua lại để đổi lấy một nửa số con tin. Kế hoạch của những kẻ đột nhập là bay đến Leningrad, nơi chúng sẽ thả những con tin còn lại ra ngoài và tiếp nhiên liệu cho chiếc Yak-40, đủ để chúng bay đến Thụy Điển. Tuy nhiên, người ta quyết định không để chiếc máy bay bị bắt rời khỏi Moscow mà thay vào đó xông vào chiếc máy bay. Một nhóm cảnh sát tình nguyện (Mikhail Lyakhmanov, Vladimir Rakov, Aleksandr Mushkarin, Nikolai Kapustin và Aleksandr Popryadukhin) đã được chính quyền tập hợp lại với nhau. Nhóm này đã bí mật lẻn về phía máy bay và trốn dưới nó, cạnh bộ phận hạ cánh phía trước. Sau vài giờ chờ đợi, những kẻ đột nhập được thông báo rằng chính quyền đã sẵn sàng chuyển tiền. Lúc đầu, một chiếc vali chứa đầy tiền giả được cho là do một sĩ quan KGB mang theo, nhưng vào phút cuối anh ta từ chối làm điều đó nên một sĩ quan cảnh sát giao thông đã mang nó thay thế.
Sau khi những kẻ không tặc nghe thấy chuyển động bên dưới Yakovlev Yak-40, chúng cho rằng việc mua lại cuối cùng đã được thực hiện. Một trong những tên không tặc (Nikiforov) mở cửa, sau đó trung sĩ Rakov ấn một cây cọc vào cửa. Không tặc Zhalnin bắt đầu bắn vào các sĩ quan cảnh sát, những người đã trả đũa. Kết quả là Nikiforov ngã xuống sân bay vì vết thương nặng (và sau đó chết trong bệnh viện). Cùng lúc đó, một tàu sân bay bọc thép đã tiếp cận máy bay và bắn một đường từ súng máy nhắm vào chiếc máy bay, khiến chiếc máy bay bị trúng khoảng 90 viên đạn. Hơi cay sau đó đã được sử dụng; tuy nhiên, quả bom khói bị kẹt giữa các ghế khiến lớp bọc ghế bị cháy. Khi khói bao trùm cabin, các hành khách bắt đầu hoảng sợ và bắt đầu thoát khỏi máy bay. Những kẻ không tặc Bondarev và Zhalnin cùng với các hành khách đã trốn thoát khỏi máy bay, trong khi Romanov tự bắn mình. Hậu quả của việc xông vào máy bay, hai hành khách bị thương, nhưng không ai thiệt mạng.

## Hậu quả

### Số phận không tặc
Hai tên không tặc còn lại sau đó đã bị bắt. Zhalnin, lúc đó 16 tuổi, bị kết án 10 năm tù. Sau khi được thả ra, anh ta sớm qua đời. Pyotr Bondarev được tuyên bố là mất trí với sự giúp đỡ của cha mẹ và được gửi đến bệnh viện tâm thần, nơi anh ta đã trải qua 6 tháng. Ông qua đời tại Moscow năm 2006.

### Tuyên dương
Vào ngày 19 tháng 12 năm 1973 tại một buổi lễ ở Moscow, sĩ quan cảnh sát Aleksandr Popryadukhin và cơ trưởng Ivan Kashin đã được truy tặng Danh hiệu Anh hùng Liên Xô vì lòng dũng cảm.

### Số phận của máy bay
Yak-40 ngay sau đó đã được sửa chữa và hoạt động trở lại. Năm 1987, nó được chuyển đến Bộ chế tạo máy tổng hợp và gửi đến TsNIIMash. Máy bay hiện đã bị loại bỏ.

### Cân nhắc an toàn
Sau vụ cướp chuyến bay 19, việc kiểm tra hành khách tại các sân bay ở Liên Xô đã được cải thiện và thắt chặt đáng kể. Các bộ phận mới được thành lập để giải quyết khủng bố trong nước.